# Regió d'Ayacucho
Ayacucho és una regió del Perú. Limita al nord amb les regions de Junín, Cusco i Huancavelica; al sud, amb la Regió d'Arequipa i al sud-est amb la Regió d'Ica.
Comprèn províncies d'ambdós vessants de la serralada dels Andes (oriental i occidental). Té una superfície de 43,8 mil km², que en termes d'extensió és similar a la de Dinamarca o Estònia, i una població cap a 2007 de 613 mil habitants.

## Història
El territori ayacuchano va tenir presència humana fa 20,000 anys a. C. a la cova de Pikimachay.
Al voltant de 250 i 500 d. C. es van assentar diversos grups humans a la regió, que posteriorment passarien a conformar la civilització wari que es va expandir cap al nord i sud del Perú. Sent la gran urbs de Wari, la capital. Amb la caiguda de la cultura wari neix la Nació Chanka. Pachacútec va conquistar la regió, trobant una oposició obstinada per part dels chankas. Va ser tal la mortaldat en els combats que van donar lloc al nom quítxua d'aia kuchu, que literalment significa racó de morts o estada de l'ànima. Amb el domini inca es construeix Vilcahuaman, la construcció inca més important de la zona.
Per ordre de Pizarro es va fundar la ciutat de Sant Joan de la Frontera de Huamanga el 29 de gener de 1539, perquè l'any següent, el 25 d'abril de 1540 aquest poble sigui traslladat al paratge de Pukaray que és on actualment aquesta establerta la ciutat. El 1677 es va fundar la Universitat Nacional San Cristóbal de Huamanga. Entre els seus personatges més notables que van lluitar contra la corona trobem Maria Parado de Bellido, que va ser afusellada per lluitar contra el sistema virreinal. Va ser amb la batalla d'Ayacucho (9 de desembre de 1824) que es va consolidar la Independència del Perú i d'Amèrica del Sud hispana. Un dels ayacuchanos més cèlebres és el Mariscal Andrés Avelino Cáceres que va ser un dels que van donar lluita sense treva a la guerra amb Xile.

## Població
Endemés de l'espanyol, la població parla quítxua i aixaninka. A finals dels anys 80 fou un dels bastions del grup guerriller Sendero Luminoso.

## Divisió administrativa
La regió es divideix en 11 províncies:
- Cangallo - (cap.: Districte de Cangallo).
- Huanta - (cap.: Districte de Huanta).
- Huamanga - (cap.: Districte d'Ayacucho).
- Huancasancos - (cap.: Districte d'Huanca-Sancos).
- La Mar - (cap.: Districte de San Miguel).
- Lucanas - (cap.: Districte de Puquio).
- Parinacochas - (cap.: Districte de Coracora).
- Paucar del Sara Sara - (cap.: Districte de Pausa).
- Sucre - (cap.: Districte de Querobamba).
- Victor Fajardo - (cap.: Districte de Huancapi).
- Vilcas Huamán - (cap.: Districte de Vilcas Huamán)

## Persones il·lustres
- Andrés Avelino Cáceres, president constitucional del Perú de 1886 a 1890 i de 1894 a 1895.